# Leon Reich

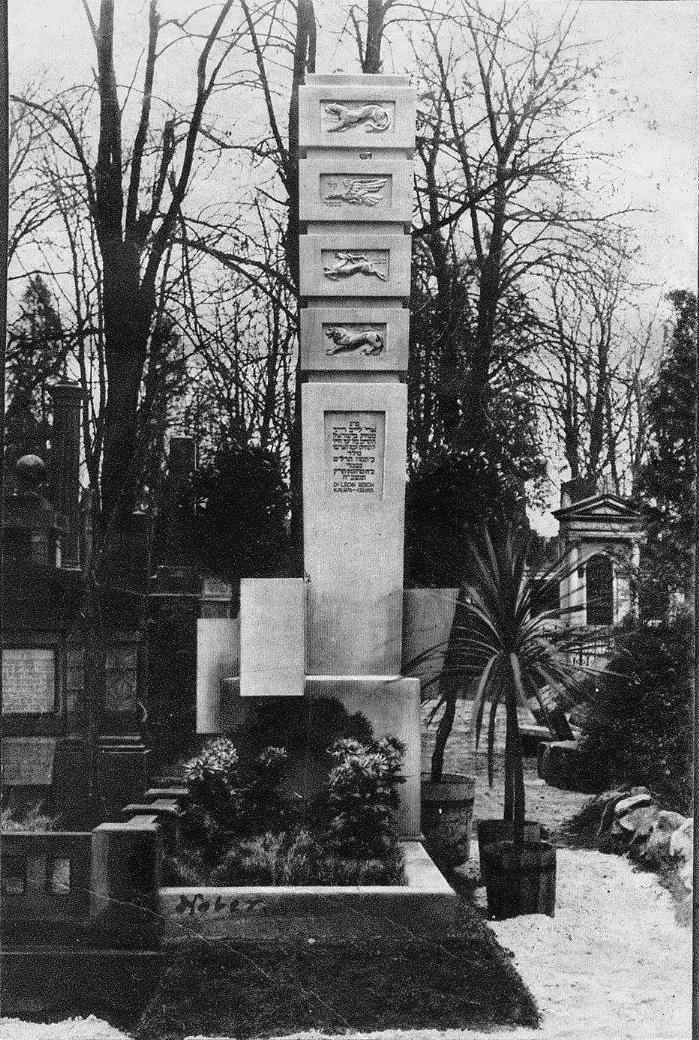
Grób Leona Reicha na lwowskim nowym cmentarzu żydowskim

Leon Reich (ur. 11 lipca 1879 w Drohobyczu, zm. 1 grudnia 1929 we Lwowie) – polski polityk syjonistyczny, poseł na Sejm I i II kadencji w II RP.

## Życiorys
Ukończył prawo na Uniwersytecie Lwowskim, później w latach 1910–1912 studiował nauki polityczne w Paryżu, w Paryskiej Szkole Nauk Politycznych.
Już na studiach zaangażował się w ruch syjonistyczny, w roku akademickim 1902/03 był prezesem Towarzystwa Rygorozantów. W 1905 i 1911 roku był delegatem na kongres syjonistów w Bazylei. Był członkiem egzekutywy Organizacji Syjonistycznej Małopolski Wschodniej. W 1913 został członkiem Komitetu Wykonawczego Światowej Organizacji Syjonistycznej oraz egzekutywy Światowej Organizacji dla Ochrony Praw Mniejszości Żydowskiej.
Przed 1914 praktykował jako adwokat. W listopadzie 1918 został razem z innymi syjonistami internowany przez władze polskie pod zarzutem kontaktów z nacjonalistami ukraińskimi. Dzięki pomocy polityków żydowskich, zarówno polskich, jak i zachodnioeuropejskich, szybko opuścił więzienie i wyjechał do Paryża, gdzie został członkiem delegacji żydowskiej podczas konferencji pokojowej. Do Lwowa wrócił w 1919 roku.
Wybrany posłem na Sejm I kadencji w 1922 roku, należał do Żydowskiego Koła Parlamentarnego, którego przewodniczącym był w latach 1924–1925. Z kierowania ŻKP zrezygnował w wyniku fiaska tzw. ugody polsko-żydowskiej zawartej z rządem Grabskiego.
Należał do Żydowskiej Gminy Wyznaniowej we Lwowie.